# Ebbe Persson
Bengt Ebbe Persson, född 15 september 1944 i Kristianstads församling i Kristianstads län, är en svensk militär.

## Biografi
Persson avlade officersexamen vid Krigsskolan 1975 och utnämndes samma år till löjtnant vid Skånska trängregementet, där han 1976 befordrades till kapten. År 1983 befordrades han till major och var bataljonschef 1983–1985. År 1985 erhöll han tjänst som enhetschef vid Arméstaben och befordrades 1988 till överstelöjtnant. År 1992 befordrades han till överste och var stabschef vid staben i Södra arméfördelningen 1992–1994. Han befordrades 1994 till överste av första graden och var chef för Södra underhållsregementet 1994–2000.